# Штайнгут

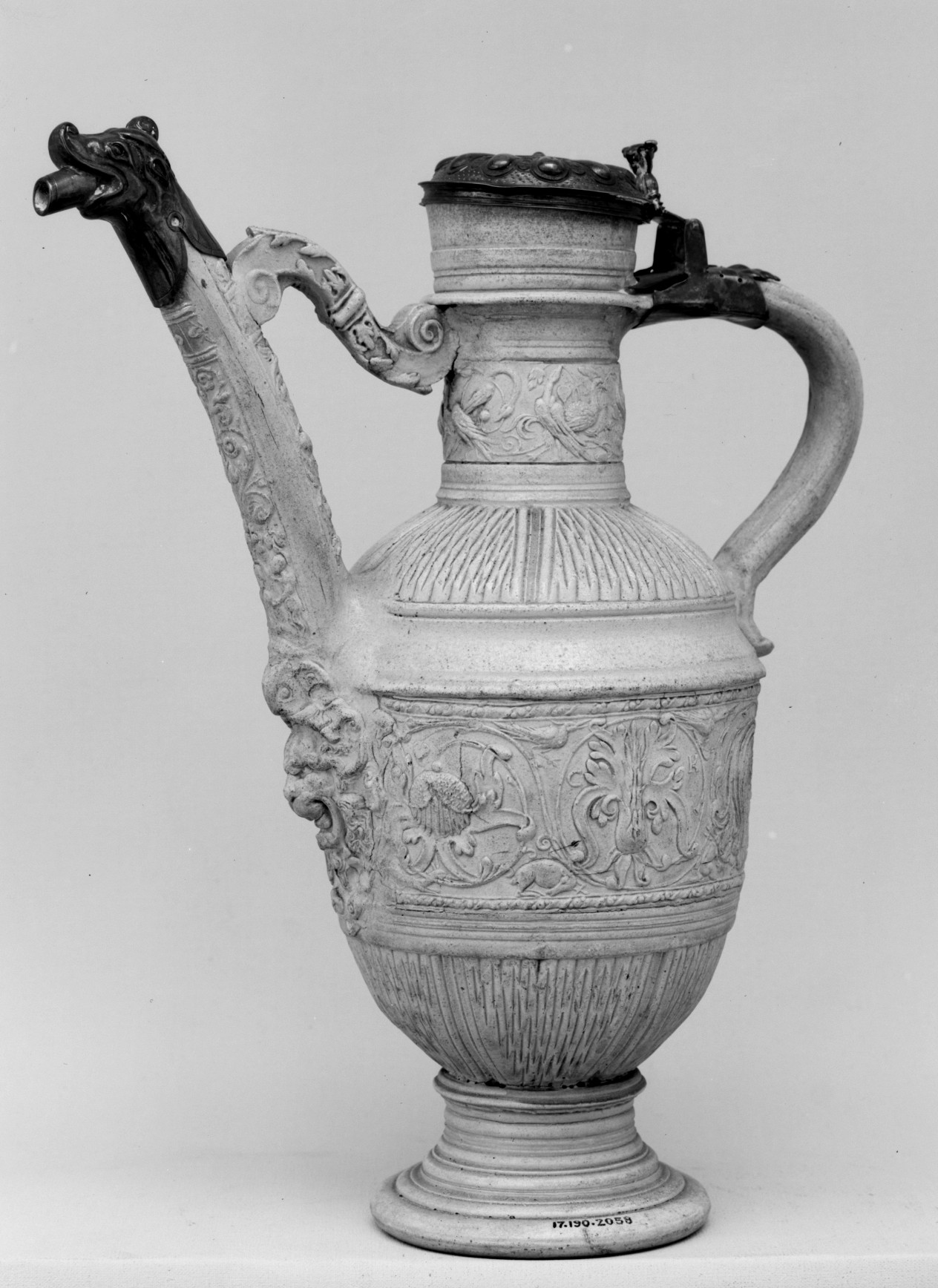
Кувшин «с клювом» из глино-каменной массы с солевой глазурью. Зигбург. Ок. 1597 г.

Штайнгут (нем. Steingut — каменный товар) — материал и разновидность керамических изделий из очень плотной, твёрдой как камень, глиняной массы, приближающейся по своему составу к фарфору, но не содержащей основного компонента для получения фарфора — каолина. Такая масса состоит из глины, полевого шпата и кварца, изделия из неё обжигают при высокой температуре: 1180—1280° С. В результате получается «спёкшийся черепок», обеспечивающий изделию особенную прочность и водонепроницаемость, не требующей глазурования. Эта особенность объясняет второе название: глино-каменные массы или сокращённо: каменные массы. Английское наименование: англ. stoneware bodies («каменная посуда»). Изделия из «каменных масс» прочны как железо, их можно резать, шлифовать гранями или гравировать.
Производство изделий из глино-каменных масс началось в первой половине XVI века в Рейнской области Германии. Немецкие мастера изготавливали сосуды из серой глины с желтоватой или синей свинцовой, полупрозрачной глазурью «блауверк» (нем. Blauwerk — «синий товар»). Для этой разновидности керамики с более низкой температурой обжига использовали солевые глазури. В процессе обжига в печь засыпали соль; сода, содержащаяся в соли (натриевой соли угольной кислоты), соединялась с силикатами и образовывала на поверхности сосуда тонкий блестящий и прочный слой глазури. Подобные изделия производили в немецких городах Вестервальд, Фрехен, Рёрен, Зигбург, Кёльн, Крайссен. В каждом городе были свои особенности производства. Отсюда названия: зигбургская керамика, рёренская….

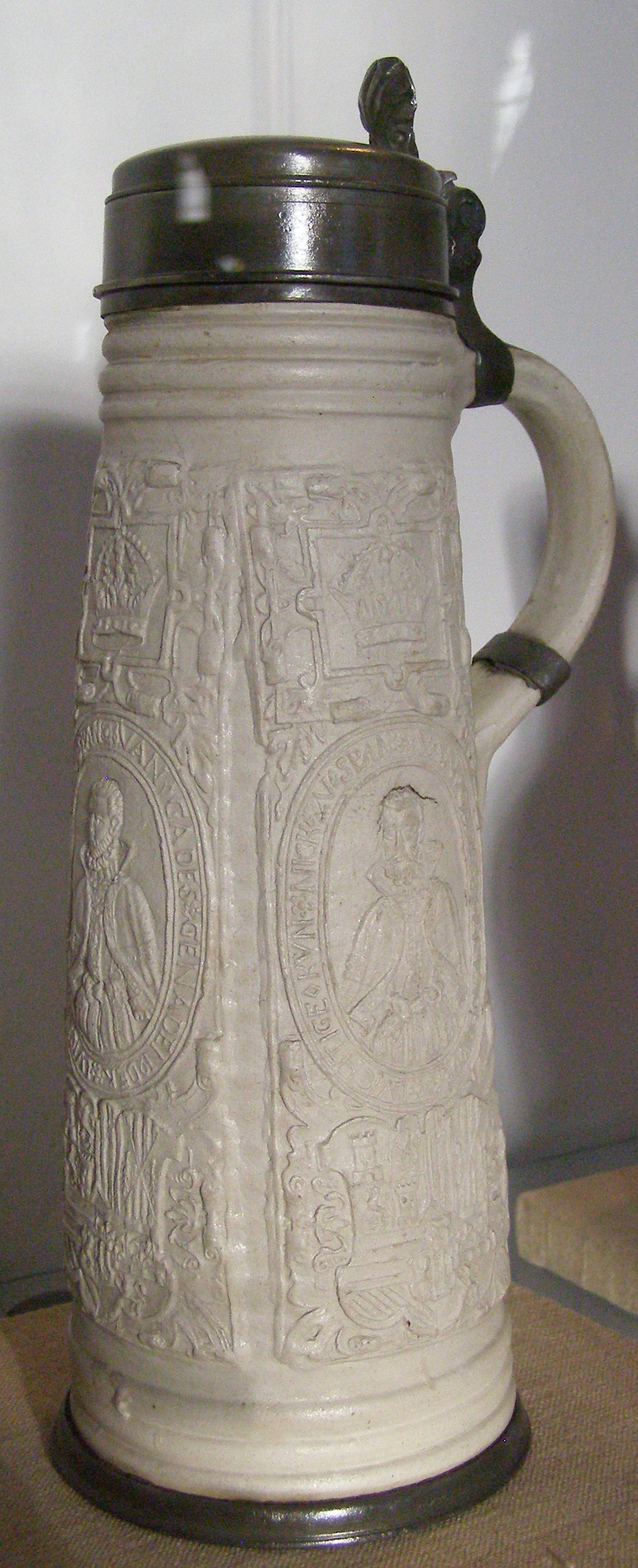
Шнелла. Ок. 1570 г.

Особенную разновидность «каменного товара» составляли причудливые кубки. Среди них штурцбехер (нем. Sturzbecher — падающий кубок) — сосуд типа воронки с остроконечной или закруглённой нижней частью, который надо либо держать в руке, либо опорожнённым класть горизонтально или ставить перевёрнутым. Прототипы таких шутейных сосудов известны в античности, их делали из стекла в мастерских римской Галлии. Средневековые мастера воспроизводили их в керамике и металле. Популярность таких сосудов была столь велика, что от их названия произошла распространённая немецкая фамилия.
Другая разновидность — «Девичий кубок» (нем. Jungfrauenbecher: свадебная чаша, к которой на шарнире прикреплена в перевёрнутом виде вторая чаша. Одна чаша мужская, форма другой стилизована под фигурку невесты в колоколообразном платье. Из такого двойного кубка молодожены должны были пить поочерёдно, стараясь не пролить содержимое. Подобные кубки чаще делали из серебра, но они оказали влияние и на создание шутейных керамических сосудов.

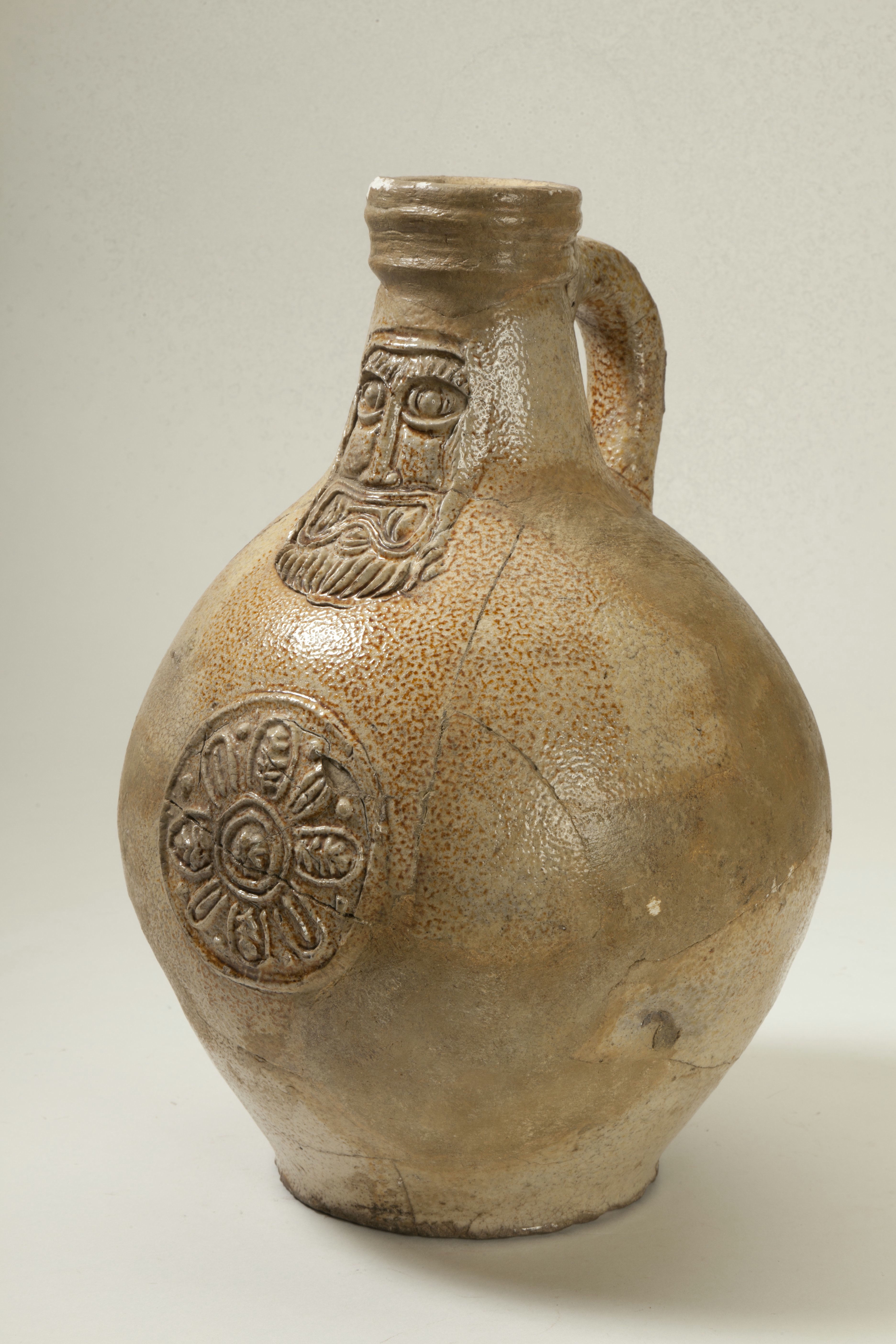
Бартманнкруг, или Беллармин. Ок. 1600 г.

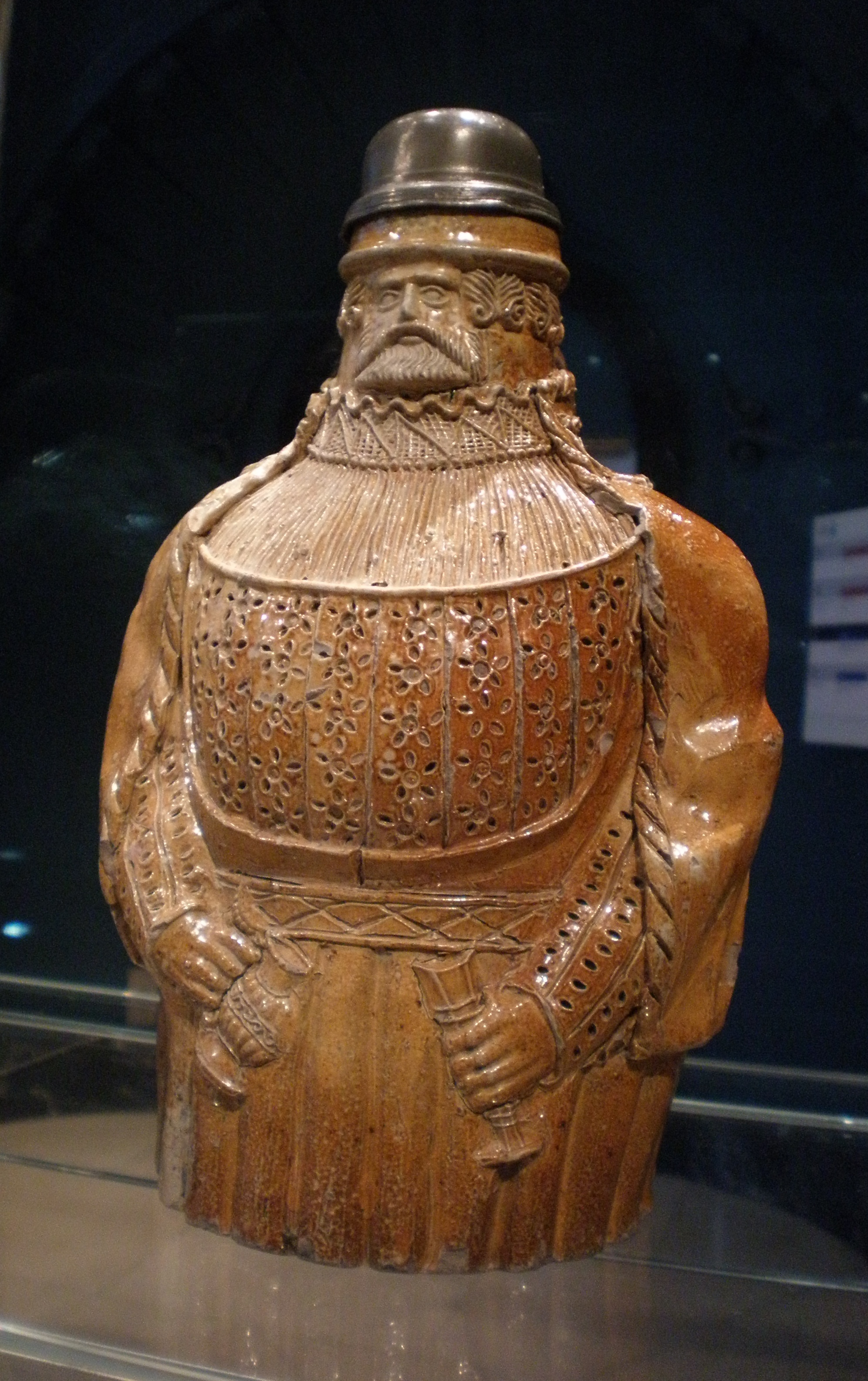
«Кувшин с бородатым человеком»

В мастерских Кёльна, Зигбурга, Фрехена и Нюрнберга в 1550—1560 годах делали знаменитые «Кувшины с бородатым человеком» (нем. Bartmannkrug, или Беллармины, — сосуды округлой формы, сильно расширяющиеся книзу, с узким горлом и с откидными (на шарнире) оловянными крышками. Их производили из красной или желтоватой глины. Вначале считалось, что изображение бородатой маски на тулове сосуда соответствует образу мифического «дикого человека», существа, популярного в северо-европейском фольклоре с XIV века. Но с 1634 года упоминается другое объяснение: название дано по имени проповедника-иезуита, кардинала Роберто Беллармино, которого возненавидели в реформаторских кругах Нидерландов и Германии за особое рвение в пропаганде католицизма. Считалось, что форма кувшина пародировала его полную фигуру: из такого сосуда можно было «выпить душу» ненавистного кардинала. На тулове сосуда делали с помощью деревянного штампа рельефную маску «бородатого человека», иногда под маской изображали «сложенные на животе руки», что ещё более усиливало сходство. Такие сосуды копировали на английских мануфактурах под названиями «Greybeards» (серые бороды) и «D’Alva bottles» (кувшины де Альва). Их находят по всей Европе и даже в Северной Америке. На некоторых имеется надпись: «DRINCK VND EZT GODEZ NIT VERGEZT» (Ешь и пей, не забывай Бога).
В XVII веке кувшины «Кувшины с бородатым человеком» использовали как «ведьмины бутылочки» (нем. Hexenflasche, магические сосуды, которые наполняли различными предметами для заклинаний, чтобы принести пользу их владельцам или нанести вред врагам. Злобное выражение масок на некоторых изделиях способствовало распространению подобных суеверий.
Другая разновидность глино-каменных изделий — высокие пивные кружки «шнелла» (нем. Schnelle) с оловянными крышками и рельефным декором, обычно коричневатого, серого или светлого оттенка цвета слоновой кости. Из такой кружки надо было выпить «залпом» и потом сильно ударить ей по столу.
Около 1670 года в голландском Делфте стали изготавливать чайники из красной «каменной массы», в подражание китайским. С XVII века изделия из глино-каменных масс производили в Англии, в графстве Стаффордшир, традиционном районе гончарного ремесла. В 1708 году Иоганн Бёттгер в Майсене в поисках китайского секрета — рецепта получения белого фарфора — создал собственную красную каменную массу (Böttger Steinzeug). Из этой массы саксонский арканист изготавливал чайники «в китайском вкусе» с рельефным декором.
В Стаффордшире в 1766 году знаменитый керамист Дж. Веджвуд в сотрудничестве с Томасом Бентли получил твёрдую фаянсовую массу с добавлением полевого шпата и кварца. Массу производили семи цветов: белого, чёрного, синего, серо-зелёного, тёмно-зелёного, розового и жёлтого. Веджвуд называл её «яшмовой». Массу глубокого чёрного цвета удалось получить добавлением марганца. Веджвуд назвал такую массу «этрусской землёй», поскольку изделия создавали в подражание античным.
В 1773 году появился термин «чёрная базальтовая (египетская) масса», или просто «базальтовая» (basaltеs). Ещё позднее изделия Веджвуда стали обобщённо называть «английской посудой» (english ware). В дальнейшем глино-каменные массы производили фабрика Томаса Минтона, Джона Даултона и другие английские мануфактуры.
В Средние века, с X века, в долине реки Саар, притока Мозеля, впадающего в Рейн, в аббатстве Метлах, также производили изделия из цветных глино-каменных масс. С 1809 года в зданиях бывшего аббатства располагается керамическая фабрика, продолжающая средневековые традиции керамического ремесла. На фабрике выпускали пивные кружки «шнелла» с рельефным декором и другие изделия, расписанные жёлтой, зелёной и красной красками. В конце XIX века в дополнение к ставшей известной на всю Европу «метлахской посуде» стали выпускать материалы для мозаики и облицовочные метлахские плитки.
Метлахские плитки с конца XIX — начала XX века были известны и в России, особенно в Санкт-Петербурге, где ими облицовывали полы лестничных клеток жилых и общественных зданий. Такие плитки изготовлены из особо прочной глино-каменной массы, чаще желтоватой, охристой или красно-коричневой окраски. Метлахские плитки влаго и морозоустойчивы. Поэтому их использовали и для наружной облицовки зданий. 